# Said Bahaji
Said Bahaji (em árabe: سعيد بحجي‎; também chamado Saeed Bahaji e Zuhayr al-Maghribi; Haselünne, 15 de julho de 1975) foi um cidadão germano-marroquino acusado de ser parte da Célula de Hamburgo, que ajudou a planejar e a financiar os Ataques Terroristas de 11 de setembro de 2001 às Torres Gêmeas nos EUA.
Ele era filho de pai marroquino e mãe alemã e morou no Marrocos durante alguns anos, antes de voltar para a Alemanha em 1995. 
Era formado em Engenharia Elétrica, estudava Ciências da Computação e chegou a fazer parte das Forças Armadas Alemãs, de onde recebeu dispensa por "problemas de saúde". 

## Envolvimento com o terrorismo
Enquanto estudava, passava os fins de semana com sua tia Barbara Arens. Os dois era aficionados por computadores. Sua tia disse que ele foi apresentado ao Islamismo Radical por outros estudantes e que depois ela colocou um fim a suas visitas de final de semana. Em 2001 ela chegou a fazer um pedido para a polícia alemã "fazer algo" com ele.
Em novembro de 1998, Said alugou um apartamento em Hamburgo com os hijackers Mohamed Atta e Ramzi bin al-Shibh. Teria sido neste apartamento que a Célula de Hamburgo teria Bnascido. Vários membros da Al-Qaeda teriam também morado no local por temporadas, incluindo Marwan al-Shehhi e Zakariya Essabar.
Said chegou a ser investigado por sua ligação com Mohammed Haydar Zammar, um clérico do Islamismo Radical, porém a investigação foi interrompida por falta de provas. 
Casou-se em 1999 na Mesquita Al-Quds, em Hamburgo. Atta, Jarrah, Shehhi, Zammar e Bin al-Shibh estiveram presentes na cerimônia. 
No final do mesmo ano, viajou para o Afeganistão com Khalid al-Masri e Mohamedou Ould Slahipara para se encontrar com Osama Bin Laden e receber treinamento para realizar atentados terroristas. Na volta à Alemanha, entrou para a lista de "monitorados pela polícia". 
Ele deixou a Alemanha no dia 04 de setembro de 2001, uma semana antes dos Ataques de 11 de Setembro. Foi acusado oficialmente pela polícia alemã de envolvimento nos ataques, mas nunca foi preso, pois não chegou a ser encontrado e não voltou ao país.  

## Vida após os ataques
Segundo o jornal alemão Welt, ele teria sumido "como um fantasma" após os ataques, mas logo depois teria sido visto nos campos terroristas afegãos da Al-Qaeda. Também teria lutado contra as tropas dos EUA ao lado de Osama Bin Laden nas montanhas de Tora Bora e teria se escondido por anos na área tribal de Wasiristan, na região fronteiriça afegã-paquistanesa. 
Ele também teria feio contato com os pais e a esposa (divorciados depois) na Alemanha nos anos seguintes, ou por carta ou por telefone. Numa das cartas teria escrito que ele e seus amigos teriam passado bons momentos em Hamburgo, mas nunca teriam planejado ataques terroristas. 
Seu passaporte foi encontrado no Paquistão em 2009.

## Morte
Em agosto de 2017, foi noticiado que o líder da  Al-Qaeda, Ayman al-Zawahiri, teria revelado num áudio que Said (chamado Zuhayr al-Maghribi entre os terroristas) tinha morrido, sem, no entanto, explicar onde e como. Uma lista publicada pelo Conselho de Segurança da ONU diz que ele havia estado doente e morreu em setembro de 2013 na fronteira entre o Afeganistão e Paquistão.